# Wolskie Pięciochatki
Wolskie Pięciochatki – zespół pięciu domów znajdujących się w Warszawie przy ulicy Ignacego Prądzyńskiego pod numerami 23, 23A, 23B, 23C i 23D wybudowanych w latach 1923–1924. Według warszawskiego Miejskiego Systemu Informacji znajdują się na obszarze Czyste (Wola).
Budowę osiedla mieszkaniowego dla kolejarzy zaprojektowano na terenach należących do kolei w okolicach ówczesnej granicy Warszawy i późniejszej stacji Warszawa Zachodnia. Zaprojektował je Aleksander Raniecki. Inwestorem był Związek Zawodowy Kolejarzy. Osiedle było przeznaczone dla robotników, więc mieszkania miały być tanie, ale zespół domów przypomina układ zespołu pałacowego, a architektura domów nawiązuje do barokowych polskich dworów. Trzy domy rozmieszczone są wokół skweru, a dwa kolejne rozłożone są na skrzydłach osiedla. Najdłuższy jest dom mający dwie klatki schodowe, leżący pod adresem Prądzyńskiego 23b. Spina on całe założenie. Wyróżnia się lekko zarysowanym ryzalitem i zwieńczony jest trójkątnym równobocznym szczytem z owalnym oknem pośrodku. Jest ozdobiony opaskami uszakowymi, zwieńczeniami, łukami, profilowaniem parapetów itp. Domy pod numerami Prądzyńskiego 23a i 23c są wykończone skromniej, a najmniejsze są dwa skrajne domy parterowe z mieszkalnymi poddaszami.
Wszystkie domy osiedla wpisano do gminnej ewidencji zabytków 24 lipca 2012 pod numerami WOL20365, WOL20366, WOL20367, WOL20368 i WOL20369, a całe osiedle, opisane jako pięć budynków i teren posesji z układem komunikacyjnym i zielenią (skwer) pod nazwą osiedle mieszkaniowe pracowników PKP „Wolskie Pięciochatki” z numerem A-1412 do rejestru zabytków nieruchomych 22 marca 2018. Jego identyfikator INSPIRE to PL.1.9.ZIPOZ.NID_N_14_UU.39382.

## Galeria

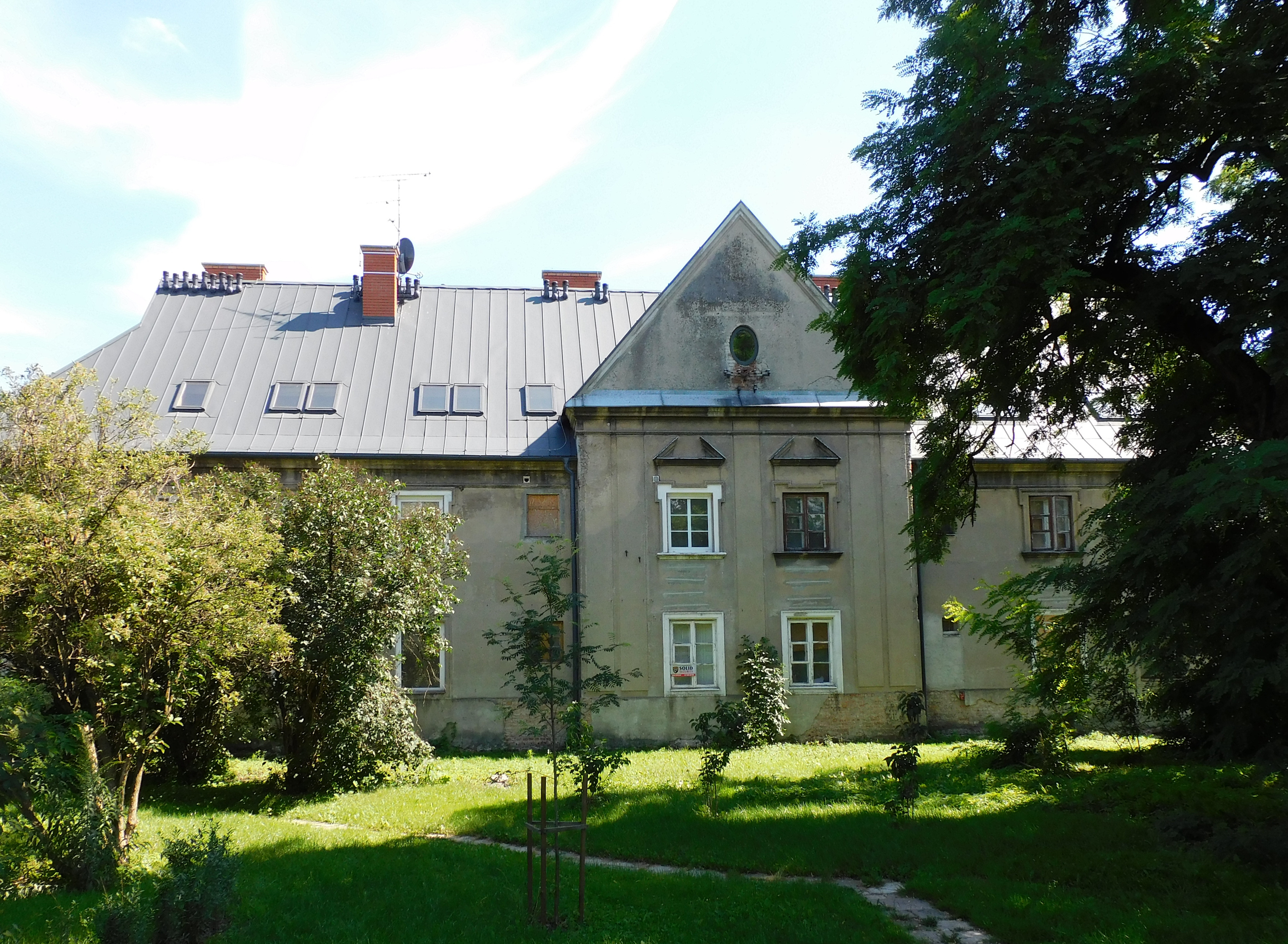
Dom przy Prądzyńskiego 23b
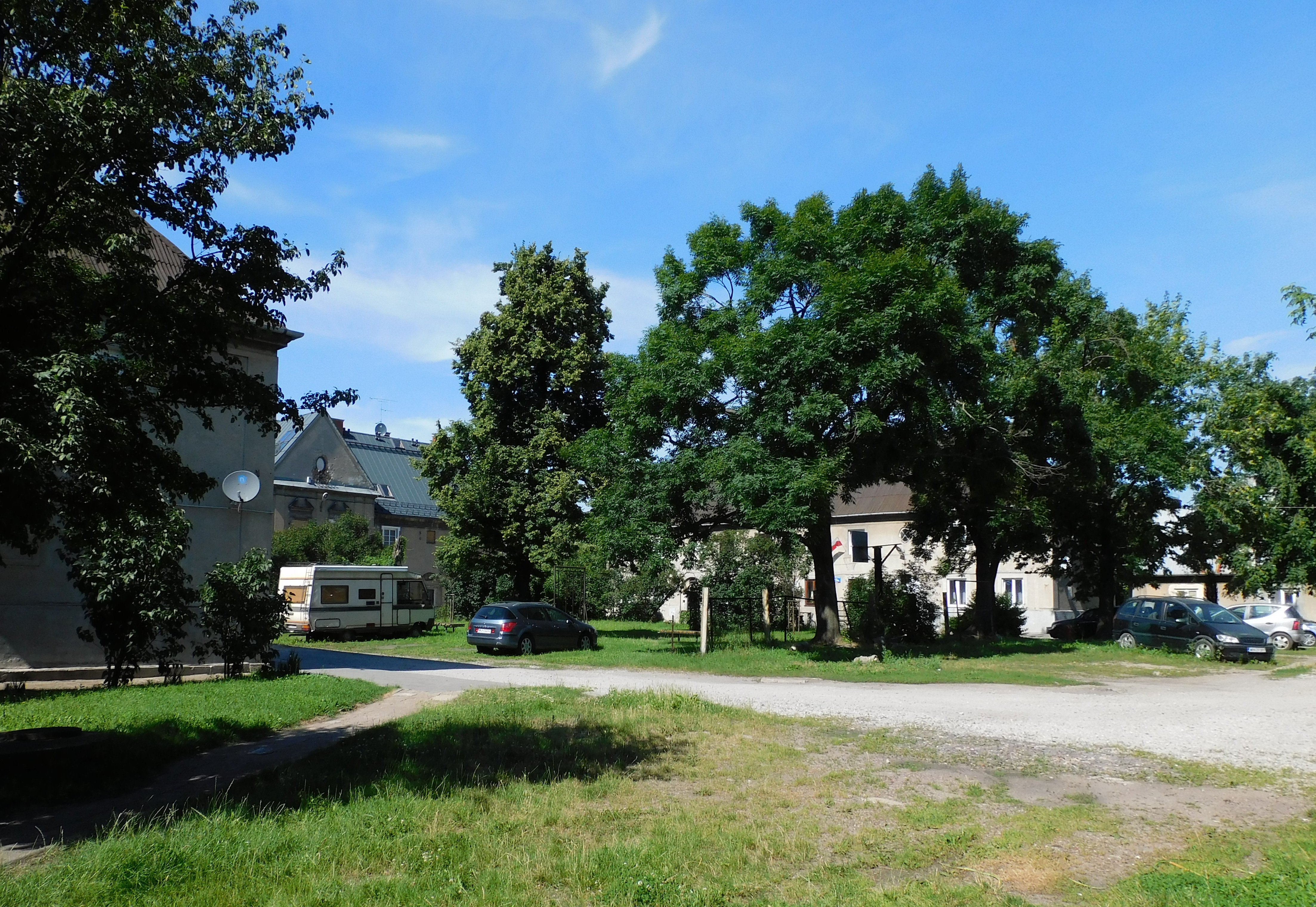
Podwórko
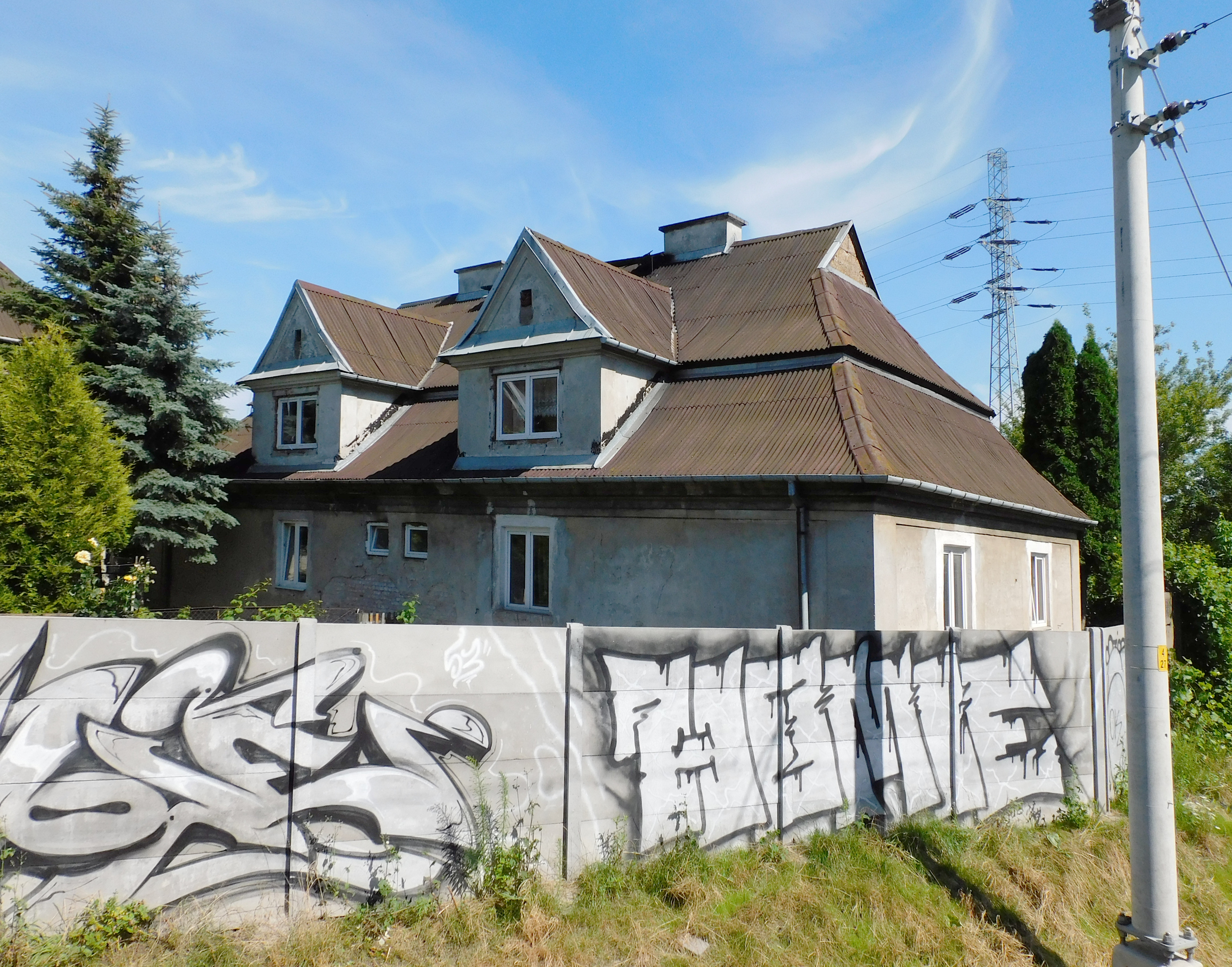
Dom przy Prądzyńskiego 23d